# Фламинии
Флами́нии (лат. Flaminii) — древнеримский плебейский род, давший следующих известных в истории Рима представителей:
- Гай Фламиний (Gaius Flaminius Nepos; ум. 217 до н. э.) — народный трибун 232 года до н. э. Вопреки желанию сената, он провёл аграрный закон, в силу которого Галльская и Пиценская области были разделены между плебеями. В 227 году до н. э. он был первым наместником Сицилии и своим управлением приобрёл симпатии сицилийцев. В 223 году до н. э. был консулом и вёл войну в Галлии, где (при Аддуе) победил инсубров. Между тем, враждебная Фламинию партия знати признала консульские выборы недействительными и провела сенатское постановление, предписывавшее консулам явиться на Марсово поле и сложить магистратуру. Фламиний до тех пор не раскрывал предписания, пока не дал битвы инсубрам и не окончил экспедиции. Вернувшись в Рим, он получил от народа за успешно оконченную войну триумф. В 220 году до н. э., будучи цензором, провёл закон о причислении вольноотпущенников вновь к четырём городским трибам, основал названный по его имени Фламиниев цирк (близ храма Беллоны, у западного склона Капитолийского холма) и приступил к прокладке так называемой Фламиниевой дороги. Избранный консулом на 218 год до н. э., Фламиний выступил навстречу Ганнибалу и достиг Ареццо раньше, чем успело прибыть туда карфагенское войско. Ганнибал прошёл по направлению к Риму, оставив Арреций в стороне, и заманил Фламиния в засаду близ Тразименского озера, где погибла большая часть римского войска с самим консулом[1].

- Гай Фламиний — сын предыдущего, квестор при Сципионе Африканском Старшем в Испании (210 год до н. э.). Будучи в 196 году до н. э. курульным эдилом, Фламиний роздал народу миллион мер пшеницы, которую прислали в Рим сицилийцы в знак расположения к нему и симпатий к его отцу. Будучи претором (193), вёл войну в ближней Испании. В своё консульство (187) покорил некоторые племена лигурийцев и при этом проложил дорогу от Бононии (ныне Болонья) до Ареццо[1].